# La Petite Souris
Pour la créature du folklore, voir Petite souris.
Pour plus de détails, voir Fiche technique et Distribution.
La Petite Souris (El ratón Pérez) est un long métrage d'animation hispano-argentin réalisé par Juan Pablo Buscarini, sorti en 2006. 
Le film s'inspire d'un personnage très connu de la littérature espagnole : la petite souris Pérez, en espagnol El raton Pérez, créée par le jésuite et écrivain R. P. Luis Coloma (es) lorsque Alphonse XIII âgé de huit ans, eut une carie dentaire.
Le film associe animation en 3D et prises de vues réelles.

## Fiche technique
- Titre : La Petite Souris
- Titre original : El ratón Pérez
- Réalisation : Juan Pablo Buscarini
- Scénario : Enrique Cortés
- Musique : Daniel Goldberg
- Photographie : Miguel Abal
- Montage : César Custodio
- Production : Pablo Bossi
- Société de production : Castelao Producciones, Filmax Animation et Patagonik Film Group
- Pays d'origine :  Argentine,  Espagne
- Format :
- Genre : Animation, aventure, comédie et fantastique
- Durée : 90 minutes
- Date de sortie : 
  - Argentine : 13 juillet 2006

## Distribution
- Alejandro Awada : a souris Pérez (voix)
- Mariano Chiesa : le commandant Permanencio Fugaz (voix)
- Roly Serrano : la souris (voix)
- Delfina Varni : Lucía
- Fabián Mazzei : Santiago
- Ana María Orozco : Pilar
- Joe Rígoli : Justo Amancio Morientes
- Diego Gentile : Pipo
- Ana María Nazar : Condesa
- Enrique Porcellana : Gordo
- Fernanda Bodria : Maestra
- Anahí Martella : Samanta
- Fernando Paz : Hormiga
- Marcos Metta : le professeur

## Distinctions
- Goyas 2007 : meilleur film d'animation